# Црква Светог Николе у Крчмару
Црква Светог Николе у Крчмару, општина Мионица, у литератури се први пут помиње 1736. године. Убраја се у споменике културе од великог значаја.

## Историјат
Цркву у Крчмару народно предање везује за Краљевић Марка. По легенди која постоји у селу, Марко и брат му Андријаш су путовали и том приликом је Андријаш свратио у механу крчмарице Маре да утоли жеђ. Међутим, опијеног Андријаша су Мара и њени помоћници, у песми Турци, убили и опљачкали. Када је Марко Краљевић схватио шта се десило, убице је посекао а Мару везао коњима за репове и тако је убио. Након тога, легенда наставља, Марко је сахранио брата Андрију и на његовом гробу подигао ову цркву. Бројне епске песме, од Далмације до Бугарске, се баве погибијом Андрије Мрњавчевића и осветом коју је Марко потом извршио. Једна од њих - ''Марко Краљевић осветио брата Андрију'' дословце помиње село Крчмар, Андријину смрт и Маркову освету.
Прво писано помињање се везује за манастир који је обновљен. као и многе цркве ваљевског краја за време Кочине крајине и она је горела 1788. године.
Данашња грађевина је добила свој изглед 1793. године, када је храму призидано кубе. ктитори ових обимних радова на грађевини били су чланови породицу Грбовић, браћа Никола и Милован, познате војводе из Првог српског устанка.

## Изглед цркве
Црква је скромна по својој величини, има основу правоугаоника са полукружном олтарском апсидом и куполом која је ослоњена само на четири стуба. Припрата која је дозидана током 19. века је од опеке, док је главна грађевина зидана каменом. У то време дрвени кров са шиндром као покривачем је замењен бибер црепом. У куполи је сачуван живопис који је 1802. године насликао Петар Николајевић Молер. Ово сликарство је једно од ретких примера сачуваног живописа из предустаничке Србије.
Црква у Крчмару је утврђена за непокретно културно добро – споменик културе 1967. године.

## Слава
Црква у Крчмару посвећена је Преносу моштију светог Николе, који се у народу зове и Свети Никола летњи. Празник се слави 22. маја, то јест 9. маја по јулијанском календару, чиме се бележи догађај из 1087. године када су мошти светог Николе пренете из Мале Азије, коју су након 1071. освојили Турци Селџуци, у нормански град Бари. 